# مملكة الجبل (مسلسل)
مملكة الجبل مسلسل تلفزيوني صعيدي مصري يتألف من 30 حلقة وهو من بطولة الفنان عمرو سعد وإخراج مجدي أحمد علي وتأليف سلامة حمودة.

في أعماق الصعيد وفي الصحراء القاحلة ووسط الجبال تنبع عين عذبة تجمعت عائلات كثيرة استوطنت «نجع الجبل» وزرعوا أرضة وعاشوا في رخاء لم تربطهم أي علاقة بحياة المدينة حتى إنهم ليس لأحدهم ذكر في الأوراق الرسمية سواء في تسجيل المواليد وكذلك الوفيات يحكمهم قانون العرف الذي صاغته مشايخ قبيلتهم جيلاً بعد جيل. لكن مع زيادة عددهم وقلة عطاء الأرض نشب الصراع بين عائلات حسان وعائلة البندارى وعائلة العبادى. ورغم حرص كبار العائلات على الميل إلى الحكمة لكن كثيراً ما كانت تنشب الصراعات بينهم خاصة من خلال عائلة البندارى التي تميل للبطش والتهور. تتوالى الأحداث ونرى مناع حسان الحويطى الوحيد الذي يملك شهادة ميلاد وبطاقة شخصية ومتعلم من بين أهالي النجع حيث كان نصيبه أن تلده أمه في أحد مستشفيات قنا أثناء زيارة ضريح الشيخ عبد الرحيم القناوي. تفوق مناع في دراسته حتى وصل للثانوية العامة لكن شيئاً ما ظهر جعل حياة آهل النجع الفقراء تنقلب رأساً على عقب باكتشاف مقبرة أثرية سارعوا بعدها بالاتصال بأحد الخبراء الأجانب الذي ساعدهم في كشف لغز تلك المقبرة.وبالفعل يستطيع الخواجة العثور على الكنز لكن العائلات تتصارع عليه وتحاول قتل الخواجة.

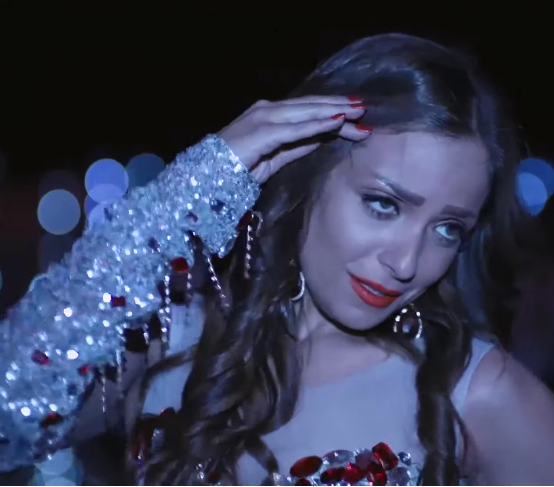
ريم البارودي في دور نورهان

## قصة المسلسل
بعد محاولة قتل الخواجة من قبل العائلات يتدخل مناع وينقذه من بطش عائلة البنداري وتوطدت علاقتهما ومن خلالها تعرف على الخواجة بنيامين الذي يلقبونه باسم «بينى» الذي انبهر بطبيعة نجع «عين الجبل» وأنها مكان ملائم لزراعة المخدرات والحشيش بعيداً عن يد الشرطة فأوهم مناع بأن تلك الزراعات هي عبارة عن أعشاب طبية ستكون لصالح شركات الأدوية. تحمس مناع ووالده حسان للمشروع وأقنعا أهل النجع بعائد هذه الزراعة لتحسين أحوالهم وخاصة أن الخواجة بيني كان يشتري كل الإنتاج، وبالفعل تحسنت أوضاعهم وولدوا الكهرباء من خلال الرياح وأمدوا البيوت بالمياه. لكن مناع  بعد تخرجه من كلية الزراعة ظل يعيش معظم أوقاته في سوهاج حيث تمكن من شراء مزرعة ماشية كبيرة بفضل تجارته في المخدرات، ولكنه كان يعتبرها مرحلة مؤقتة يستغل مكسبها في إنشاء مشاريع اقتصادية كبيرة تمكنه وأهل النجع من التخلص من زراعة المخدرات. خطط مناع للاستغناء عن هذه الزراعة وتمكن من شراء قطعة ارض كبيرة كان يحلم بزراعتها بمساعدة أبناء عائلته. يشعر الخواجة بيني برغبة مناع التي تتعارض مع مخططاته التي تتبناها وتدعمها منظمات دولية وبالفعل يحاول الخواجة بيني استقطاب همام ابن عائلة البنداري وينجح بالفعل في إيجاد بديل لمناع لكن ينقلب أهل النجع على الخواجة ويهرب بدلاً من التعرض للقتل وتتوقف عائلة حسان عن زراعة المخدرات وتتفرغ لزراعة الأراضي لكن عائلة البنداري تصر على استكمال زراعة وتجارة المخدرات. ورغم ما فعله مناع بعائلته ومساعدة لهم في بناء ثروة كبيرة إلا أن والده أصر على زواجه من إحدى بنات عمه لكنه كان رافضاً للعيش في النجع ويصبح أولاده بلا هوية مثل حال كل أفراد عشيرته فيقنع والده أنه لا يستطيع الزواج لعدم قدرته على الإنجاب وأقنعه بأنه سيستقل بحياته في سوهاج وبالفعل يتزوج مناع من فتاة تدعى نورهان بعد أن سد كل ثغرات الشك لدى أسرتها. حول أصل عائلته ويصبح أحد أكبر رجال الأعمال في سوهاج ويتوسع في مشروعات إنتاج السماد ويحاول الترشح لانتخابات مجلس الشعب وأصبح من ذوي المراكز المرموقة وتم استضافته بإحدى الجامعات الأجنبية بمصر في مؤتمر دولي لمناقشة طرق تطوير الزراعة بالسماد ليكتشف أن من يجلس بجواره على المنصة والذي تم تقديمه كخبير زراعي بلجيكي هو بيني تاجر المخدرات فتأكد من قوة المنظمة التي تعمل خلفه وكيف جعلته محاضر دولي جاء لإقناع مصر بتبني زراعة الكانتلوب والفاكهة المهجنة. أدرك مناع حجم الخطر الذي يداهمه فقرر الابتعاد عن الحياة السياسية وحاول تأمين مستقبل زوجته وأولاده ولكنه وجد بيني يحاصره في منزله ويخيره بين التعاون مرة أخرى في زراعة المخدرات بالجبل أو خسارة كل ما يملك وبالفعل يذهب مناع لرؤية مزرعته فيجدها قد دمرت تماماً وهنا تصبح الحرب مفتوحة بين الطرفين ويساعد بينى في تأجيج الخلافات بين عائلة البنداري وحسان لتنتهي بمقتل والده حسان فيجد مناع نفسه محاصراً خاصة بعد أن علمت الشرطة أن مصنعه متورط في نشر المواد السرطانية. وهنا يقرر مناع العودة إلى حياة الجبل ويقرر قتل بيني بعد أن عرف أنه أخبر الشرطة ببؤر زراعة المخدرات التي يزرعها أهالي النجع وهنا يقرر قتلة. يعود مناع للانتقام من مقتل والده حسان على يد همام البنداري وبالفعل تدور صراعات عديدة بالأسلحة بين العائلتين وتنتشر رائحة تجارة المخدرات وهنا تقرر الحكومة القضاء على بؤرة زراعة المخدرات بنجع الجبل وهنا يجد مناع محاصراً ورغم محاولات الشرطة إقناع أهل النجع بالاستسلام إلا أنه يقرر الاستمرار في المقاومة حتى تقوم الشرطة بتطهير المكان وإبادة المناطق المزروعة وتجد الكثير من القتلى مجهولي الهوية لكن مناع يستطيع الهروب حاملاً في يده أجندة زراعة وتخزين المخدرات معلناً رغبة في بناء مملكة جديدة ومعه مجموعة من أهل النجع.